# Дунавски торањ
Дунавски торањ (енгл. Danube Tower) у Бечу је кула за посматрање у Дунавском парку близу серверне обале Дунава. Грађен је од 1962. до 1964. године .
Дунавски торањ је највиша грађевина у Аустрији.
На торњу се налази тераса за посматрање и ресторан који се окреће. Користи се као ФМ предајник за неколико радио станица.
Дунавски торањ је једно од туристичких обележја Беча, видљив из даљине и популарна дестинација за туристе. 

## Галерија Дунавски торањ
- Беч ноћу, поглед са Дунавског торња
- Беч ноћу, поглед са Дунавског торња
- Дунавски торањ
- Дунавски торањ, лого на салвети